# Georg Simon Klügel

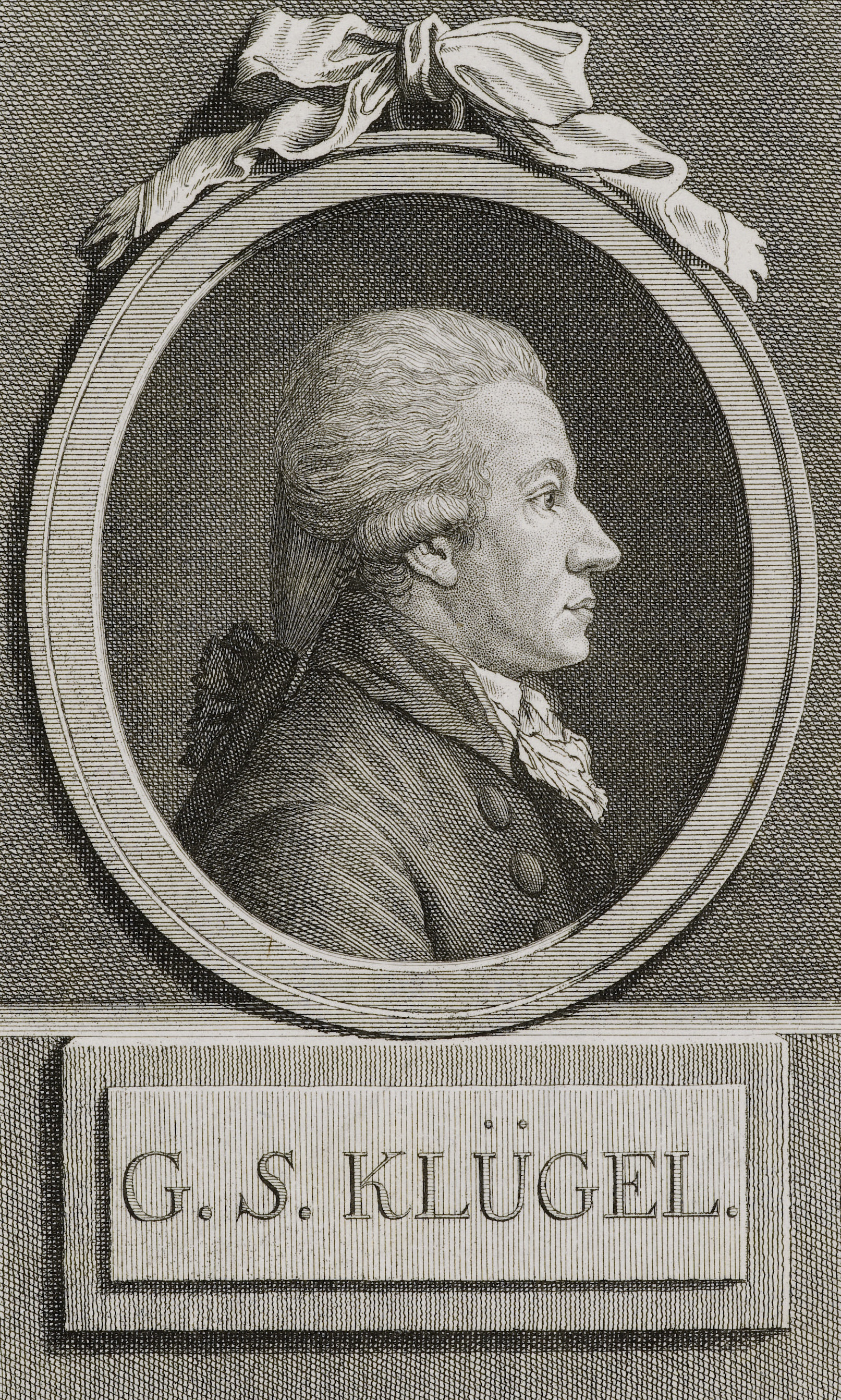
Georg Simon Klügel, Kupferstich von Gottlob August Liebe

Georg Simon Klügel  (* 19. August 1739 in Hamburg; † 4. August 1812 in Halle) war ein deutscher Mathematiker und Physiker.

## Leben
Klügel studierte in Göttingen seit 1760 Theologie, später unter Abraham Gotthelf Kästner Mathematik, und promovierte 1763 mit der Dissertation Conatuum praecipuorum theoriam parallelarum demonstrandi recensio (dt. Musterung der vornehmlichen Versuche die Theorie der Parallelen zu beweisen), in der er um die dreißig Beweisversuche des Parallelenpostulates untersuchte.
Klügel redigierte sodann in Hannover zwei Jahre lang das Hannöversche Magazin und wurde 1766 Professor der Mathematik an der Universität Helmstedt. 1788 wurde er als Nachfolger von Wenzeslaus Johann Gustav Karsten nach Halle berufen.
Während des Studiums in Göttingen war Klügel Kommilitone von Georg Christoph Lichtenberg, mit dem er auch später noch in Korrespondenz stand. Er war Mitglied der Freimaurerloge Zu den drei Degen in Halle.
1765 wurde er zum korrespondierenden Mitglied der Göttinger Akademie der Wissenschaften gewählt. 1803 wurde er als auswärtiges Mitglied in die Preußische Akademie der Wissenschaften aufgenommen. Seit 1794 war er Ehrenmitglied der Russischen Akademie der Wissenschaften in Sankt Petersburg.

## Schriften
- Conatuum praecipuorum theoriam parallelarum demonstrandi recensio, Dissertation, 1760.
- Encyclopädie, oder zusammenhängender Vortrag der gemeinnützigsten, insbesondere aus der Betrachtung der Natur und des Menschen gesammelten Kenntnisse. (3. Aufl., Berlin 1782–1806, 6 Bde.)

1. Erster Theil. Die Naturgeschichte der Gewächse, der Thiere und des Menschen.  (Digitalisat)
2. Zweyter Theil. Die Mathematik und die Naturlehre in Verbindung mit der Chemie und Mineralogie. (Digitalisat)
3. Dritter Theil. Die Astronomie mit der mathematischen Geographie, Schifffahrtskunde, Chronologie und Gnomonik, die physische Geographie, die praktische Mechanik und die bürgerliche Baukunst. (Digitalisat)
4. Vierter Theil. Die Seewissenschaften, die Kriegswissenschaften und die Philosophie. (Digitalisat)
5. Fünfter Theil. Die deutsche Sprachlehre und die Übersicht der Geschichte. (Digitalisat)

- Anfangsgruende der Arithmetik, Geometrie und Trigonometrie, nebst ihrer Anwendung auf praktische Rechnungen, das Feldmessen und die Markscheidekunst. Nicolai, Berlin 1798. (Digitalisat)
- Die gemeinnützigsten Vernunftkenntnisse, oder Anleitung zu einer verständigen und fruchtbaren Betrachtung der Welt. Crusiiusm Leipzig 1789. (Digitalisat)
- Mathematisches Wörterbuch oder Erklärung der Begriffe, Lehrsätze, Aufgaben und Methoden der Mathematik. Schwickert, Leipzig 1803–1830.

1. Erste Abtheilung. Die reine Mathematik. Erster Theil von A bis D. (Digitalisat)
2. Erste Abtheilung. Die reine Mathematik. Zweiter Theil E bis I. (Digitalisat)
3. Erste Abtheilung. Die reine Mathematik. Dritter Theil K bis P. (Digitalisat)
4. Erste Abtheilung. Die reine Mathematik. Vierter Theil Q bis S. (Digitalisat)
5. Erste Abtheilung. Die reine Mathematik Fünfter Theil T bis Z. (Digitalisat)
6. Suppl., Abt. 1 (1833) A bis D. (Digitalisat)
7. Suppl., Abth. 2 (1836) E bis Z. (Digitalisat)